# Administración de Ferrocarriles y Tranvías del Estado
La Administración de Ferrocarriles y Tranvías del Estado, fue una antigua empresa de transporte de Uruguay. 

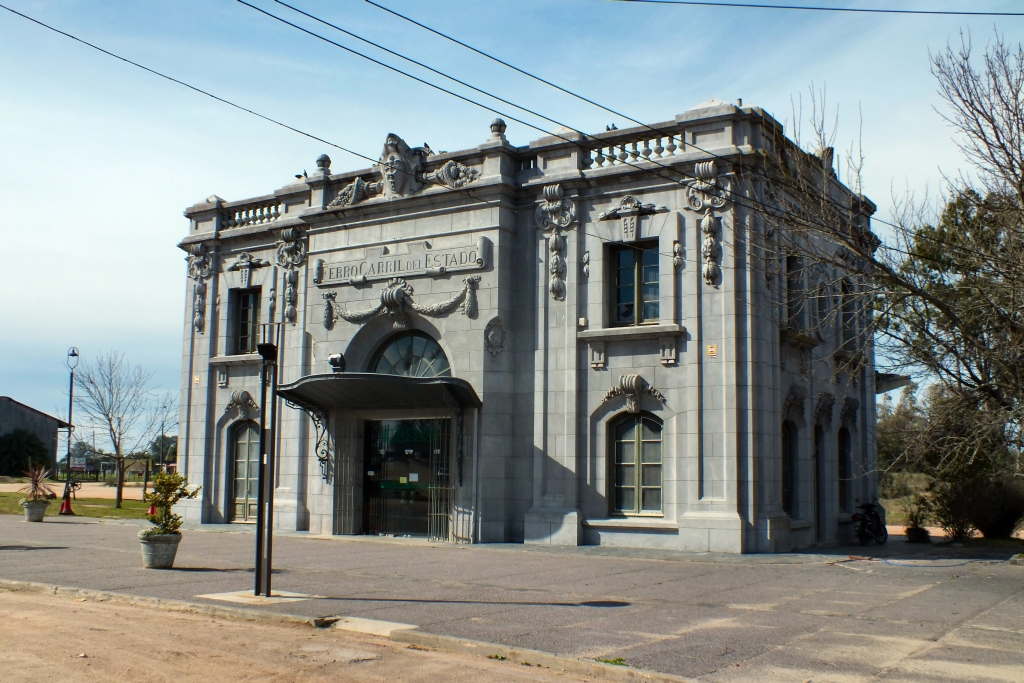
Estación Trinidad, con la inscripción de Ferrocarriles del Estado. Dicha estación pertenecía a la línea Durazno - Trinidad.

## Antecedentes
La creación de una empresa operadora de transporte pública en el Uruguay se remonta hacia 1912, cuando el Estado decide impulsar  un mecanismo de financiamiento para la construcción de ferrocarriles por cuenta propia, ya que hasta ese entonces eran mayoritariamente operados por capitales británicos. El 4 de enero de 1915 el Estado mediante un proyecto de ley estatiza y adquiere el "Ferrocarril y Tranvía del Norte", una línea de carácter míxto (Ferrocarril y tranvía a caballos) que unía Montevideo con el pueblo de Santiago Vázquez para transportar la carne desde el matadero en esa localidad a los mercados de la ciudad. Se convirtió así en la primera línea férrea explotada por el Estado, creandose la "Administración Nacional de Tranvías y Ferrocarril del Norte". Posteriormente se adquieren las empresas Ferrocarril Uruguayo del Este (Empalme Olmos-Maldonado) y se anexan las líneas quebradas del Pan American Transcontinental Railway CO (PATCO) entre Durazno y Trinidad y del Uruguay Railway Co entre Rocha y La Paloma.  El Ferrocarril Uruguayo del Este (Uruguay East Coast Railway) unia Montevideo con Empalme Olmos y Maldonado, mientras que el Uruguay Railway unía la ciudad de Rocha con La Paloma y era parte de un proyecto que pretendía unir la frontera de Brasil con el puerto oceánico.

## Creación y desarrollo
El 30 de junio de 1920 se creó la "Administración de Ferrocarriles y Tranvías del Estado" (conocida como F.T.E. o FF.CC. del E.), quien fusiona y comienza a explotar las empresas adquiridas o rescatadas por el Estado. También asumió el mantenimiento del ramal a La Tablada, que había sido construido por el Ministerio de Obras Públicas en 1918.  
Hacia 1921 se contrato al ingeniero Lasgoity para que elaborará un proyecto de construcción de una red ferroviaria estatal con cobertura en zonas carentes de servicios ferroviarios incluyendo un acceso propio a la ciudad de Montevideo. Dicho plan nunca logró concretarse y los trenes estatales, a partir de 1934, comenzaron a acceder a Montevideo por las vías del Central Uruguay Railway. 
El 30 de junio de 1929 el ferrocarril a Santiago Vázquez es clausurado.  Desde diciembre de 1926 el tramo entre Belvedere y Santiago Vazquez estaba electrificado gracias a un convenio entre la compañía La Transatlántica y el Estado, prestandose el servicio de pasajeros con tranvías.  El tráfico de carga había cesado y el tranvía a caballos había desaparecido el último día de diciembre de 1925, siendo esta la última línea (en realidad conjunto de líneas, puesto que eran por lo menos tres recorridos diferentes que se prestaban dentro de la red con forma de loop con una pata hasta el Paso Molino y un ramal al Reducto) a tracción a sangre en Montevideo puesto que las otras líneas se habían electrificado entre 1906 y 1910.  
En 1921 la empresa adquirió 2 coches motores a vapor con calderas de alta presión para la línea a Santiago Vázquez.  Si bien no dieron el resultado esperado y se paralizaron luego de múltiples inconvenientes, los vehículos luego fueron equipados con motor nafta eléctrico en 1929 y prestaron servicios hasta 1973 con AFE (luego de varias  modificaciones a lo largo de su historia).  Posteriormente entre 1928 y 1931 se adquirieron los primeros coches motores a nafta modelo Brill 55 (8) fabricados por J. G. Brill Company. Entre 1934 y 1937 se adquirió el modelo Brill 60 (21)  y Ganz de dos tipos (10 simples, 5 articulados) ya con motor diésel en 1938.  Los Brill 60 y los Ganz fueron arrendados a los ferrocarriles británicos para prestar servicios en sus líneas además de en las líneas del Estado, mejorando y acelerando los servicios de pasajeros en el país para competir con los ómnibus subsidiados por el Estado.

## Desaparición
En diciembre de 1948 el parlamento aprobó los proyectos para la adquisición de los ferrocarriles británicos.  El 31 de enero de 1949 se consuma la nacionalización y en agosto el Poder Ejecutivo propuso a la Asamblea General la creación de un organismo denominado Administración de Transportes Terrestres del Estado (A.T.T.E.), con las siguientes características:
- Monopolio del transporte de pasajeros y carga por vía terrestre;
- Explotación y mantenimiento de la red ferroviaria;
- Explotación de los servicios carreteros usufructuando las rutas construidas y mantenidas por el Ministerio de Transporte.

El monopolio se iría efectuando progresivamente por la vía de la expropiación de las empresas privadas. La propuesta se basaba en la necesidad de evitar una competencia ruinosa. Vista las dificultades de su aprobación, el Ejecutivo decidió no insistir y aceptar que el nuevo ente debería limitar sus funciones en la explotación del transporte ferroviario. Mientras tanto, entre el 31 de diciembre de 1949 y el 19 de septiembre de 1952, el país mantuvo dos administraciones ferroviarias estatales: el Ferrocarril Central del Uruguay para las compañías nacionalizadas y los Ferrocarriles y Tranvías del Estado, quienes continuaban al frente de sus antiguas operaciones. Finalmente, el 19 de septiembre de 1952  ambas empresas estatales, son fusionadas y se crea la Administración de Ferrocarriles del Estado.
El tramo existente de la línea a Santiago Vazquez pasó a ser operado por la Administración Municipal de Transporte, sucesora de la Sociedad Comercial de Montevideo, quién había adquirido a La Transatlántica en 1933. Dicha línea fue clausurada al suprimirse la línea de tranvía (la última de Montevideo) en la madrugada del 14 de abril de 1957.  Las vías se levantaron en parte en la década de 1970.  

## Infraestructura
En la ciudad de Empalme Olmos, se encontraban sus principales talleres aunque los había también en Treinta y Tres (para la línea Treinta y Tres-Río Branco), Florida Piedra Alta (para la línea a Blanquillo), Durazno (para la línea Durazno Trinidad) y Puerto Sauce (para la línea de carga de trocha angosta a Puntas del San Juan).
En los años treinta, en un perdió portuario y contiguo a la Estación Central, en aquel tiempo propiedad del Central Uruguay Railway Company estableció su principal estación y remesa. 